# Mahávíra
Mahávíra (महावीर, doslova „Velký hrdina“) (599–527 př. n. l.) byl indický učenec, je znám především jako zakladatel džinismu.

## Dětství
Jeho poměrně bohatí rodiče patřili k sektě, která znovuzrození pokládala za prokletí a sebevraždu nejen za dovolenou, nýbrž dokonce za záslužnou. Svůj život ukončili dobrovolným vyhladověním. Pod dojmem těchto událostí se Mahavíra zřekl všech světských radostí a stal se putujícím asketou.
V džinistické tradici se smrt také využívá k posílení vůle. Mahávíra je jediný člověk na světě, jenž souhlasil s tím, aby ten, kdo hledá poznání, využil smrt k tomuto účelu. Nikdo jiný takové svolení nedal. Pouze Mahávíra řekl, že člověk může využívat smrt jako duchovní cvičení – ale nikoliv ten druh smrti, který se dostaví po požití jedu. Člověk nedokáže posílit vůli v jediném okamžiku, vyžaduje to delší časové období. Udržet touhu po hladovění po celých 90 dní (doba než člověk zemře hlady) je nesmírně těžké. Není to sebevražda zoufalého člověka, ale dobrovolný odchod z tohoto světa hodný Mistra.
Znovuzrození by se dalo nazvat prokletím, ale jen pro toho, kdo zakusil nirvánu.

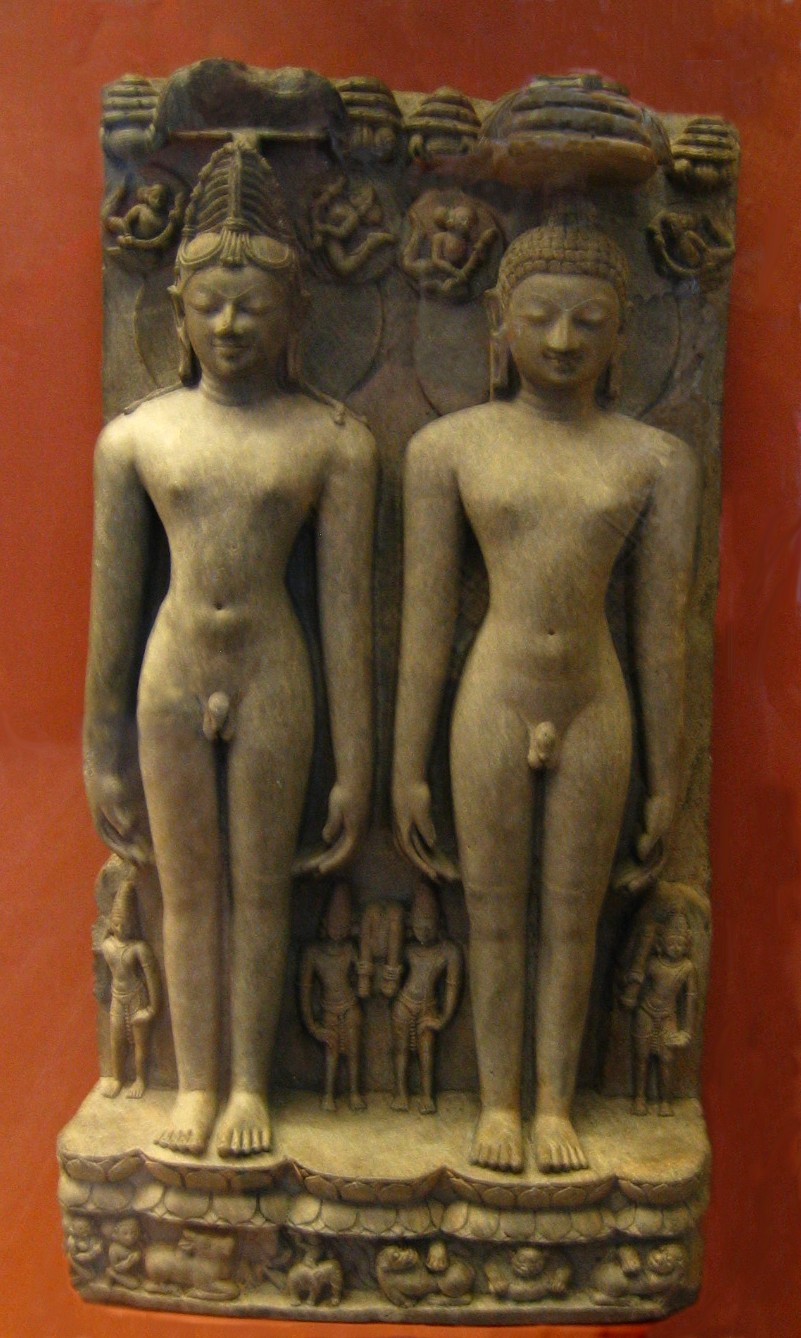
Tírthankarové, Mahavíra (vpravo), sbírka Britského muzea

## Džinismus
Během dvaasedmdesáti let svého života založil náboženské hnutí, jež v okamžiku jeho smrti již čítalo na 14 tisíc přívrženců. Jeho stoupenci věřili, že Mahávíra byl jedním z četných džinů (vykupitelů), kteří se v pravidelných intervalech zjevují na zemi.
Mahavíra se však nepovažoval za zakladatele džinismu. Tvrdil, že je pouze 24. tírthankarem, který odvěkou pravdu přináší zpět na zem. Takto spolu s Buddhou obnovuje odvěkou moudrost, kterou na indickém subkontinentu dočasně přerušuje invaze Árjů a jimi přinesené obětnictví.